# WSYB
Koordinaten: 43° 35′ 35″ N, 72° 59′ 25″ W
WSYB oder WSYB-AM (Branding: „We're Your Source“) ist ein US-amerikanischer Hörfunksender aus Rutland im US-Bundesstaat Vermont. WSYB-AM sendet im Talkradio-Format auf der Mittelwellen-Frequenz 1380 kHz. Eigentümer und Betreiber ist die Pamal Broadcasting Ltd. und ihre 6 Johnson Road Licenses, Inc.
Pamal Broadcasting ist ein Familienunternehmen, das derzeit 23 Radiostationen in kleinen und mittleren Radiomärkten besitzt. Pamal besitzt weitere Sender in Florida und die meisten im US-Bundesstaat New York.

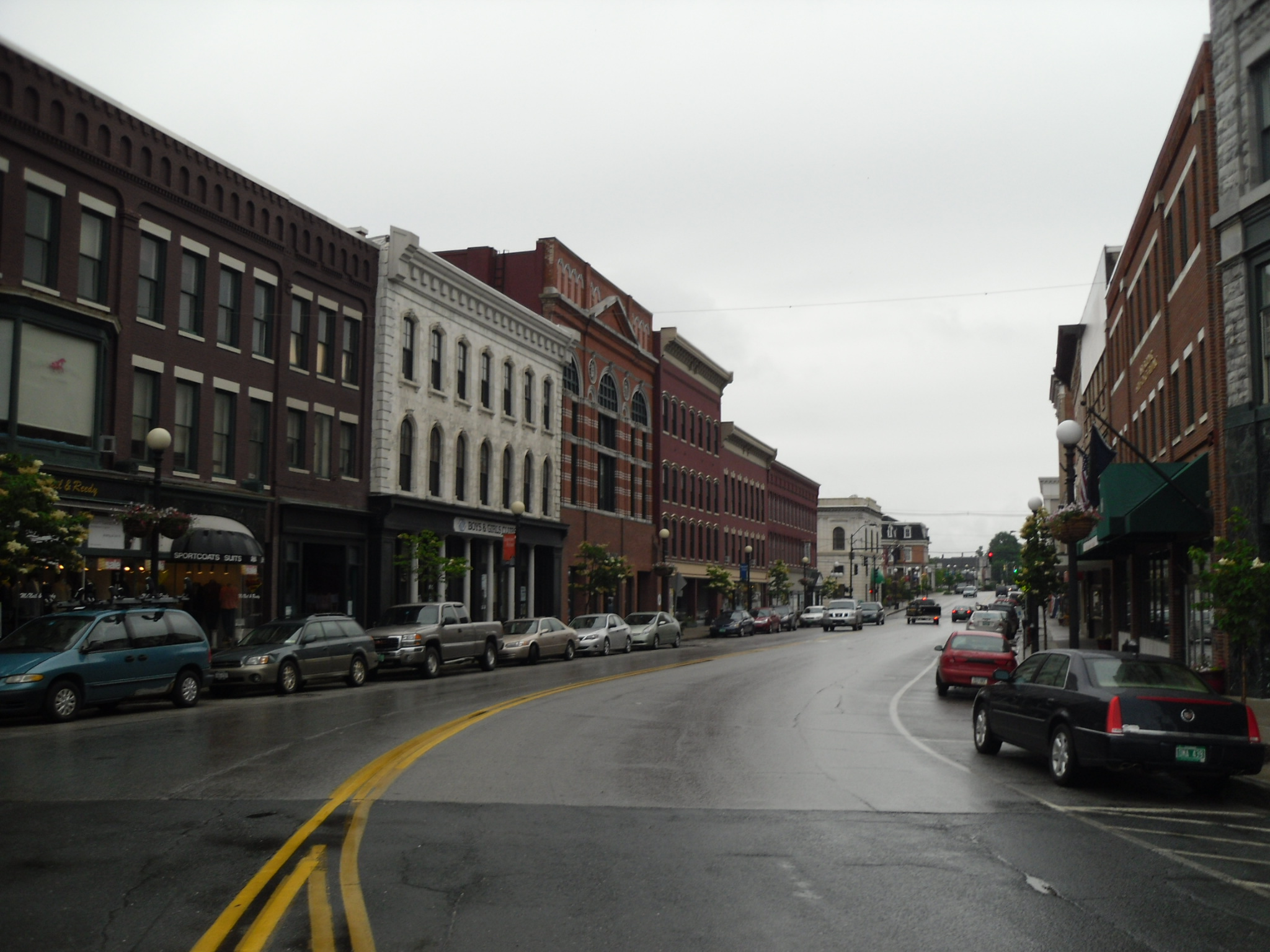
Rutland, Vermont